# Daniel DiLucchio
Daniel DiLucchio es un luchador profesional estadounidense famoso por sus apariciones en World Wrestling Entertainment y Total Nonstop Action Wrestling, así como en las empresas independientes Micro Wrestling Federation y la TNT Pro Wrestling.

## Carrera

### World Wrestling Entertainment (2003-2007)
DiLucchio debutó en la WWE como una versión en pequeño de algunas superestrellas. En 2003 apareció siendo llamado Mini-Angle, realizando un "Angle Lock" en el auténtico Kurt Angle, que se hacía pasar por John Cena. Luego, en 2004, apareció como Mini-Taker, atacando a JBL y casi recibiendo un "Tombstone Piledriver" de este; poco después, el auténtico The Undertaker y atacó a JBL, realizando un chokeslam a Mini-Taker cuando el otro huyó.
Fuera de los promos, DiLucchio compitió en la SmackDown!' Juniors Division en 2005, ganando en el primer combate contra Pitbull Patterson el 28 de octubre. También hizo una aparición en Raw como Pocket Rocket, formado equipo con The Heart Throbs contra Viscera y su mini versión Cloacus, que les derrotaron.
Su primer gimmick estable fue el de Little Boogeyman, la versión en pequeño de The Boogeyman. Durante un combate entre Finlay y Boogeyman, el 16 de febrero de 2007, Finlay requirió la ayuda de Little Bastard; éste salió shillelagh en mano, pero de improviso DiLucchio irrumpió en el ring y atacó al primero, creando la confusión suficiente para que Boogeyman cogiese su báculo y golpease a Finlay con él, ganando por pinfall cuando el árbitro volvió a mirar. En No Way Out 2007, Boogeyman & Little Boogeyman se enfrentaron a Finlay & Little Bastard, pero estos últimos salieron vencedores después de que DiLucchio fuese golpeado por Finlay. La semana siguiente, en un combate similar en SmackDown!, Boogeyman & Little Boogeyman volvieron a perder. Finalmente, se celebró un combate individual entre Little Boogeyman y Little Bastard, pero una serie de irrupciones de sus mánager causó que Little Bastard ganara el combate, poniendo fin al feudo.
Luego de un tiempo, Sampson volvió junto a Wright uniéndose a Kane contra William Regal y Dave Taylor. Posteriormente el dúo se volvió a enfrentar al conformado por Finlay y el ya conocido por Hornswoggle, perdiendo. Luego el dúo fue derrotado en un Handicap Match contra Mark Henry, siendo lesionadios. Tras ello, DiLucchio no volvió a aparecer.

### Circuito independiente (2007-2009)
Estuvo un tiempo en la National Wrestling Superstars. El 8 de septiembre de 2007, bajo el nombre de Short Sleeve Sampson derrotó a J.D. Smooth. Entró en un feudo con él, y le derrotó en un combate por parejas con Jimmy "Superfly" Snuka contra J.D. Smooth y The Equalizer.
Luego, en la XWA se alió con Doink the Clown derrotó a Michael Sain. Entró en la Ward Family Enteirnament, donde derrotó a The Bantam Brat en un Mighty Midget Match tras cubrirlo con un "Sampsonite".
Trabajó un tiempo en la National Wrestling Superstars, donde el 14 de marzo de 2008 hizo equipo con Giant Silva para derrotar a Danny Demanto & King Nagumbo.

### Retorno la WWE (2009)
En la edición del 23 de noviembre de RAW DiLucchio hizo una aparición como el abogado de Hornswoggle. Continuó apareciendo las semanas siguientes como parte del jurado contra D-Generation X a causa de la demanda de Hornswoggle contra ellos.

### Retorno a circuito independiente (2009-presente)
DiLucchio volvió a las empresas independientes, realizando apariciones en varias de ellas.

## En lucha
- Movimientos finales
  - Sampsonite[4] (Frog splash)[5]

- Movimientos de firma
  - Scoop slam
  - Múltiples running jumping seated sentons[6][7]
  - DDT a un oponente arrodillado[7]
  - Double stomp
  - Small package[6][7]
  - Dropkick[5]
  - Low blow
  - Roll-up[5]

- Mánager
  - The Boogeyman

## Campeonatos y logros
- Chaotic Wrestling
  - CW Midget Championship (1 vez)[8]
  - CW Light Heavyweight Championship (1 vez)[8]

- Wisconsin Organized Wrestling
  - WOW Midget Championship (1 vez)

- Micro Wrestling Federation
  - MWF Championship (1 vez)[9]

- Wrestling Observer Newsletter awards
  - Worst Worked Match of the Year (2006) TNA Reverse Battle Royal at Bound for Glory